# 사픽

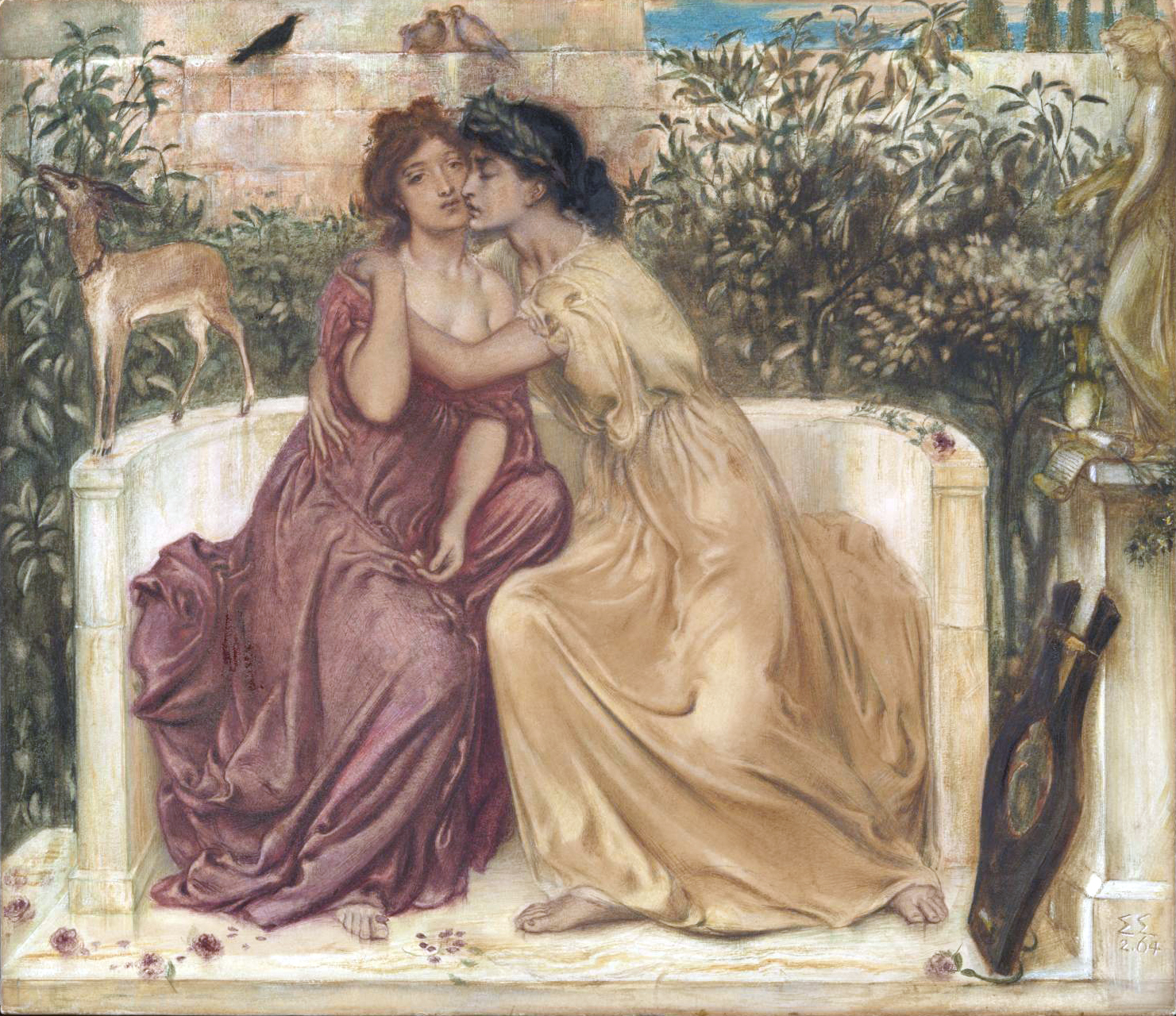
미틸레네 동산의 사포와 에린나

사피즘은 레즈비언과 양성애자 여성 모두의 경험을 포괄하는 포괄적인 용어이다. 형용사로서 사픽 성적 취향에 관계없이 여성 간의 사랑을 나타내는 데 유용하다.
사피즘은 그리스 시인 사포에서 유래했다. 그녀의 시들은 그녀 자신의 동성애적 열정과 더불어 여성 간의 사랑을 주요 주제로 삼았다. 사포는 그리스의 레즈비언 섬에서 태어났다. 레스보스섬 이름은 레즈비언과 레즈비언이라는 표현을 낳았다. 그 섬에서 그녀와 다른 여성들이 시를 숭배했다. 사포는 기원전 6세기에 살았으며 고대의 레즈비언에 대한 몇 안 되는 언급 중 하나이다. 방대하고 수준 높은 그녀의 작품은 11세기에 그레고리우스 7세에 의해 거의 완전히 파괴되었다. 재생산과 동떨어진 여성의 섹슈얼리티의 행사는 역사상 거의 찾아볼 수 없다. 사포의 기록은 드문 예이다.

## 같이 보기
- 남성애와 여성애
- 성소수자 은어
- 퀘스처닝
- 여성과 성교하는 여성